# Église Sant'Egidio a Borgo
L'église Sant'Egidio a Borgo est un lieu de culte catholique situé au Vatican, Via dei Pellegrini, mais faisant partie du quartier du Borgo à Rome en Italie. L'église est dédiée à saint Gilles.

## Historique
Le nom de cette église apparaît pour la première fois dans les documents du XIIe siècle, sous le nom sancti Egidii extra portam Viridariam, ou extra portam Auream in monte Geretulo ou encore extra portam Viridariam in monte Geretulo.
Actuellement, l'église est confiée aux Franciscaines missionnaires de Marie qui, depuis 1926, supervisent le laboratoire de restauration des tapisseries du Vatican.